# Schloss Duchcov
Schloss Duchcov (deutsch Dux) liegt am Stadtplatz der gleichnamigen Stadt Duchcov. Sie gehört zum Bezirk Okres Teplice in der Region Ústecký kraj im Norden Tschechiens.

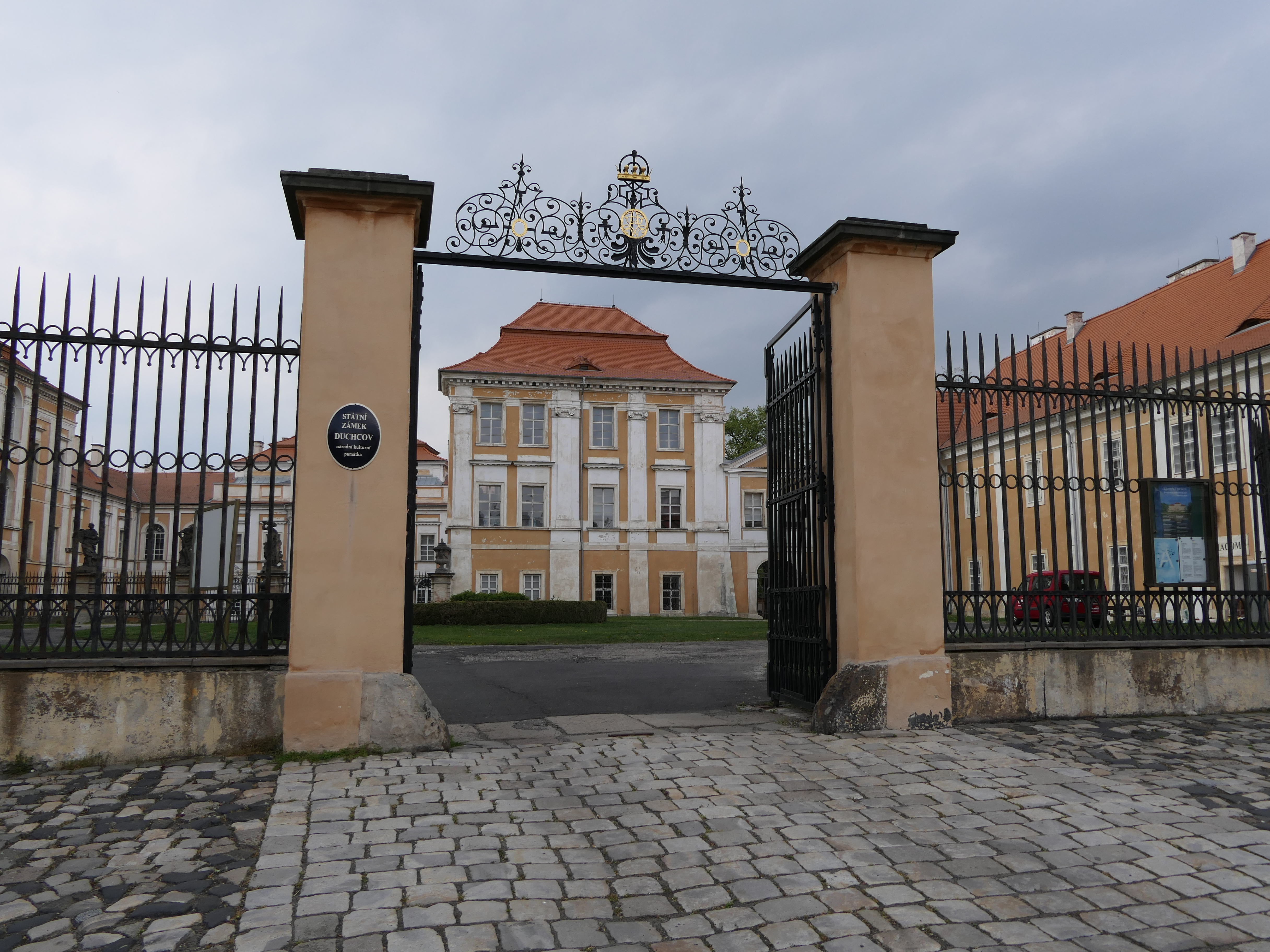
Eingangstor zum Schloss Duchcov – Stadtseite

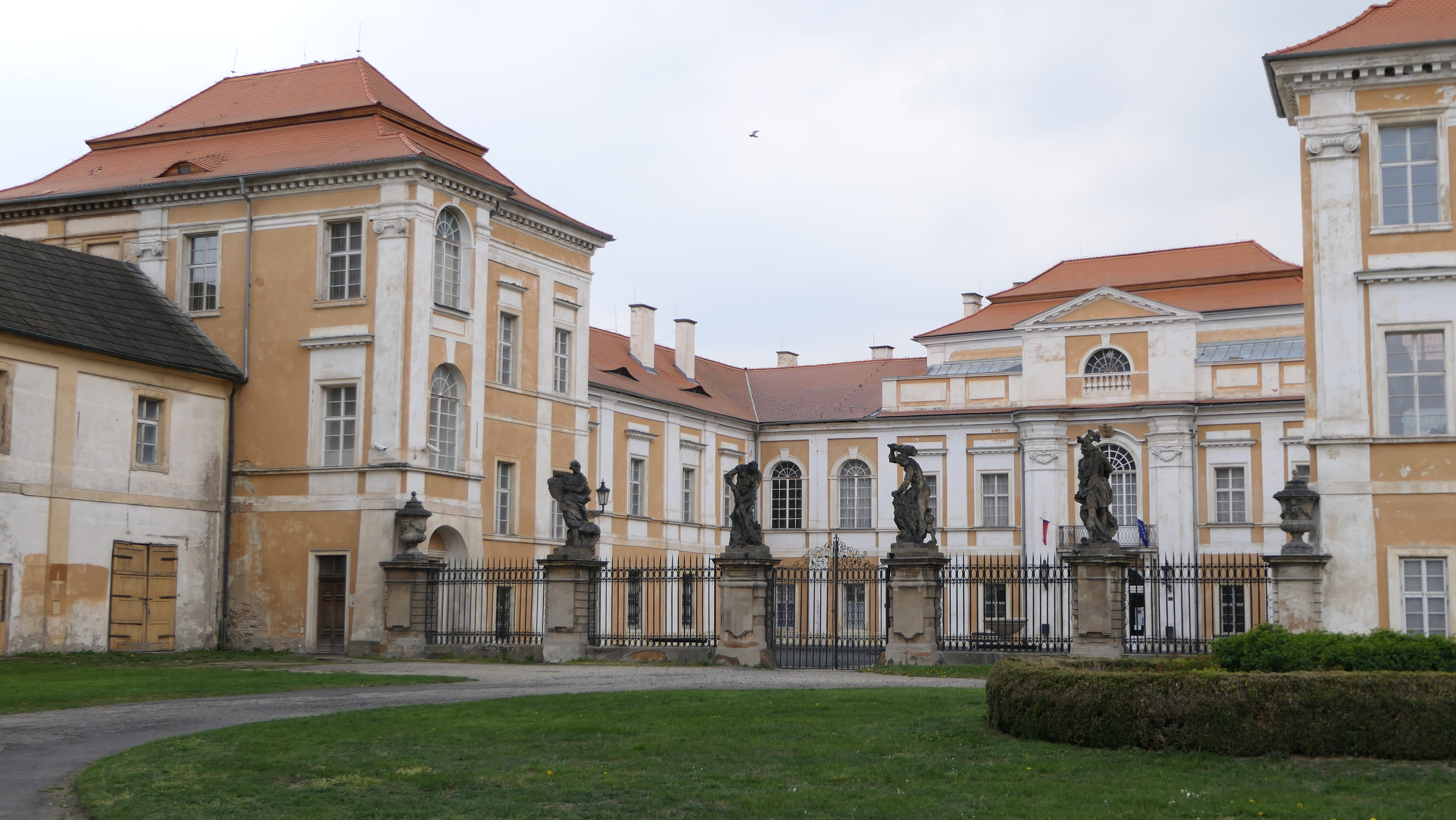
Blick auf das Schloss Duchcov – Hauptgebäude

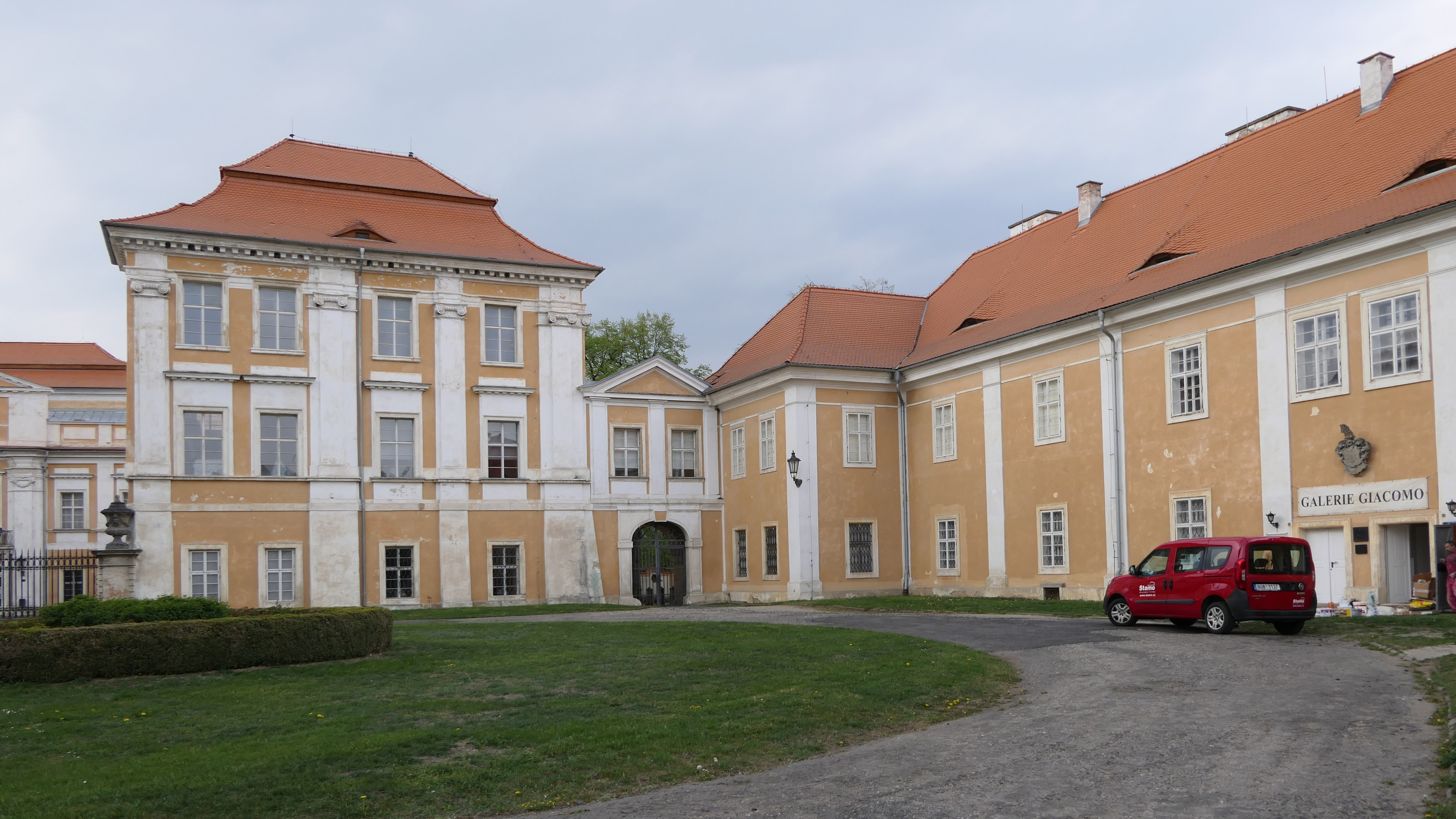
Seitenflügel der Anlage

## Geschichte
Die Herren von Hrabischitz erbauten im 13. Jahrhundert in ihrer Marktsiedlung Hrabišin, aus der sich Dux entwickelte, eine Burg, die später an ihre verwandten Herren von Ossegg (z Oseka) und Riesenburg (Rýzmburk) überging.
Nach 1570 ließ Wenzel Popel von Lobkowitz an der Stelle der Burg ein Renaissanceschloss nach Plänen des Baumeisters Ulrico Aostalli errichten. 1642 erwarben die Grafen von Waldstein das Schloss und bauten es von 1675 bis 1685 nach Plänen des Architekten Jean Baptiste Mathey im Barockstil um.
Bis 1707 erfolgte eine Erweiterung des Schlosses um die beiden Seitenflügel. Nach 1720 erfolgten weitere Bauveränderungen nach Plänen des Architekten František Maximilian Kaňka. Die nach antiken Vorbildern gestalteten Plastiken und Vasen vor dem Ehrenhof schuf Matthias Bernhard Braun, der auch – zusammen mit Ferdinand Maximilian Brokoff – an der bildhauerischen Innenausstattung beteiligt war. Wenzel Lorenz Reiner schuf das Deckengemälde des großen Saals. 1812–1818 wurde die Schlossfassade der Zeit entsprechend klassizistisch umgebaut. Das Schloss war Sitz des herrschaftlichen Wirtschaftsamtes für die Fideikommissherrschaft Dux mit Ober-Leitensdorf samt dem Allodialgut Maltheuer.

### Spital
Erzbischof Johann Friedrich von Waldstein stiftete 1694 im herrschaftlichen Schlossbezirk ein Spital. Zu dessen Unterhaltung versicherte er auf dem Allodialgut Maltheuer ein Kapital von 27.780 Gulden sowie weitere Naturalleistungen. Dieses wurde 1716 unter Johann Josef von Waldstein erweitert, so dass es je zwölf Männern und Frauen sowie je sechs elternlosen Knaben und Mädchen Platz bot. Dabei erfolgte auch der Bau der Hospitalkirche zum hl. Kreuz.

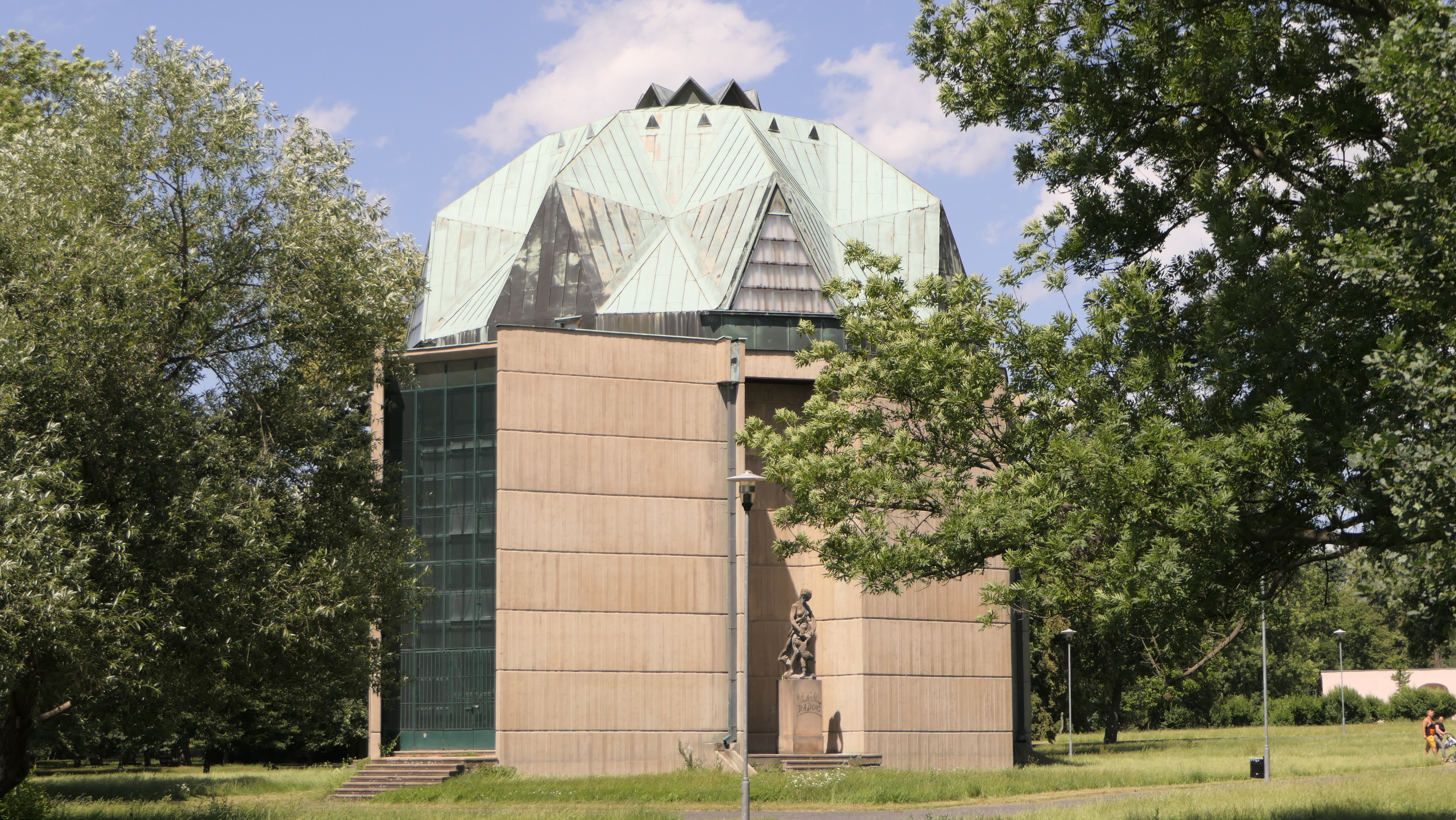
Neuer Pavillon im Schlosspark Duchcov mit Reiner-Fresko

Emanuel Philibert von Waldstein-Wartenberg verlegte 1775 die zwölf Waisenplätze in das von ihm neu eingerichtete Waisenhaus an der Tuchfabrik in Ober-Leitensdorf. Zu Beginn des 19. Jahrhunderts machten die veränderten finanziellen Verhältnisse die Reduzierung der Pfründler auf je acht Männer und Frauen notwendig.
Das 400 m westlich des Schlosses am Rande des Schlossparkes gelegene Spital fiel dem Braunkohlenbergbau zum Opfer. Das von Wenzel Lorenz Reiner für die Spitalkirche geschaffene Fresko befindet sich heute in einen neu errichteten, 1983 eröffneten Pavillon im Schlossgarten.

### Herrschaft Dux
Die Ursprünge der Herrschaft liegen in der alten Burg Wosek der Herren von Osek und der in der Mitte des 13. Jahrhunderts von den Herren von Riesenburg errichteten neuen Burg Wosek oder Riesenburg. Paul Fürst Kaplirz de Sulewicz verlegte 1491 den Herrschaftssitz von der Riesenburg auf die Feste Dux. 1523 kaufte Diepolt von Lobkowicz die Herrschaft Riesenburg als Pfandbesitz von Kaplirz de Sulewicz. König Ferdinand I. überließ Diepolts Söhnen die Herrschaft Dux mit der wüsten Riesenburg 1530 als erblichen Besitz. Wenzel von Lobkowicz kaufte 1589 von den Rittern von Jahn die Herrschaft Oberleutensdorf hinzu. Das Gut Wschechlab wurde der Herrschaft 1592 zugeschlagen. Die Witwe und Erbin des Franz Joseph von Lobkowicz, Polyxena Marie von Talmberg, heiratete Maximilian von Waldstein, der 1642 ihre umfangreichen Güter erbte. 1655 fiel die Herrschaft seinem minderjährigen Sohn Johann Friedrich zu. Dieser erhob die Herrschaften Dux und Oberleutensdorf im Jahre 1680 zum Familienfideikommiss, dabei erteilte er der untertänigen Stadt Dux die Freiheit. Die weiteren Besitzer waren ab 1694 Ernst Josef von Waldstein, ab 1707 Johann Josef von Waldstein, ab 1731 Franz Josef von Waldstein (ab 1758 von Waldstein-Wartenberg), ab 1760 Emanuel Philibert von Waldstein-Wartenberg, ab 1774 Josef Karl Emanuel von Waldstein-Wartenberg, ab 1814 Franz Adam von Waldstein-Wartenberg, ab 1823 Georg Josef von Waldstein-Wartenberg und ab 1824 Anton von Waldstein-Wartenberg.
Auf dem Gebiet der Fideikommissherrschaft Dux mit Ober-Leitensdorf samt dem im Jahre 1713 erworbenen Allodialgut Maltheuer lebten im Jahre 1830 10.349 deutschsprachige Personen, die mit Ausnahme einiger Protestanten in Dux und einer jüdischen Familie in Ober-Leitensdorf durchweg katholisch waren. Haupterwerbsquellen bildeten die Landwirtschaft, der Manufaktur- und Gewerbebetrieb sowie der Handel. Im Jahre 1831 umfasste die Fideikommissherrschaft Dux mit Ober-Leitensdorf samt dem Allodialgut Maltheuer (jedoch ohne die freie Schutzstadt Dux) eine landwirtschaftliche Nutzfläche von 24.962 Joch 1495 1/2 Quadratklafter; davon entfielen 24.196 Joch 329 1/2 Quadratklafter auf die Herrschaft Dux und 766 Joch 1166 Quadratklafter auf das Gut Maltheuer. Die Herrschaft bewirtschaftete zehn Meierhöfe in Dux, Liptitz, Schellenken, Sobrusan, Wschechlab, Ober-Leitensdorf, Nieder-Leitensdorf, Wiesa, Maltheuer und Nieder-Georgenthal. Die überwiegend im Erzgebirge liegenden herrschaftlichen Wälder wurden 1825 in zehn Forstrevieren – dem Duxer Revier mit 137 Joch, dem Oberleitensdorfer Revier mit 293 Joch, dem Riesenberger Revier mit 952 Joch, dem Adelsgrunder Revier mit 883 Joch, dem Langewiesner Revier mit 1395 Joch, dem Willersdorfer Revier mit 1446 Joch, dem Flöher Revier mit 2932 Joch, dem Lichtenwalder Revier mit 1792 Joch, dem Schönbächer Revier mit 2165 Joch sowie dem Göhraer Revier mit 1566 Joch – bewirtschaftet. Der jährliche Holzertrag betrug 9000 Klafter, der größte Teil davon wurde über die Neugrabenflöße in das Königreich Sachsen verkauft. Größter Gewerbebetrieb war die 1715 durch Johann Josef von Waldstein gegründete Tuch-, Casimir- und Circas-Fabrik zu Ober-Leitensdorf mit 200 Beschäftigten; sie wurde von Ferdinand Römheld geleitet, der zugleich neben der Herrschaft als Compagnon eingestiegen war. Im Jahre 1832 waren in der Herrschaft (ohne die freie Schutzstadt Dux) 1376 Personen in Handwerk, Industrie und Gewerbe beschäftigt.
Zur Herrschaft gehörten die Marktflecken Ober-Leitensdorf und Nieder-Georgenthal, die Dörfer Liptitz, Ladowitz, Schelenken, Sobrusan, Wschechlab, Sterbina, Straka, Loosch, Strahl, Riesenberg, Langewiese, Fley, Motzdorf, Georgensdorf, Rascha, Zettel, Schönbach, Rauschengrund, Oberdorf, Sandel, Bettelgrüna, Nieder-Leitensdorf, Wiese, Lindau, Maltheuer, Nieder-Georgenthal sowie Anteile von Dux (der Schlossbezirk mit dem Schloss einschließlich 12 Häusern mit 143 Einwohnern), Ober-Georgenthal, Hammer, Göhre, Willersdorf und Ladung.

## Gäste
Zu den Persönlichkeiten, die in enger Beziehung zum Schloss und seinen Besitzern standen, zählen Johann Wolfgang von Goethe, Friedrich Schiller, Frédéric Chopin und Ludwig van Beethoven, der hier 1812 konzertierte und dem Grafen Ferdinand Ernst von Waldstein das als „Waldstein-Sonate“ bekannte Klavierwerk widmete.
1813 trafen sich der russische Zar Alexander I., König Friedrich Wilhelm III. von Preußen und Kaiser Franz I. von Österreich zu politischen Gesprächen auf Schloss Dux.
1784 traf der venezianische Schriftsteller Giacomo Casanova in Wien den Grafen Joseph Karl von Waldstein, der ihm 1785 das Angebot machte, als Bibliothekar auf Schloss Dux zu arbeiten. Casanova verbrachte dort die letzten 13 Jahre seines Lebens, die von Eintönigkeit und ständigem Streit mit den anderen Schlossbewohnern geprägt waren, während derer er aber auch seine umfangreichen Memoiren schrieb. Literarischen Niederschlag fand diese Episode in Karl Gassauers verfilmter Komödie Casanova auf Schloss Dux. Er verstarb 1798 und wurde in Dux bestattet. Der Ort der Grabstelle geriet in Vergessenheit und ist heute nicht mehr bekannt.

## Anlage
Das aus zwei Abteilungen mit zwei Höfen bestehende Schloss enthielt in der Mitte des 19. Jahrhunderts drei Säle und 60 Zimmer. In der Mitte des zweiten Hofes war ein metallenes Bassin aufgestellt, das Albrecht von Waldstein 1630 in Nürnberg aus eroberten schwedischen Kanonen gießen ließ und ursprünglich im Prager Waldsteingarten gestanden war. Der Große Familiensaal war mit Bildnissen von Persönlichkeiten aus dem Hause Waldstein sowie mit Historiengemälden von Wenzel Lorenz Reiner, die Szenen aus dem Leben der Grafen von Waldstein darstellten, ausgeschmückt. Das Deckengemälde stellte Heinrich Waldstein bei der Vorstellung seiner 24 Söhne und deren 24 Knappen bei König Přemysl Ottokar II. im Jahre 1254 dar. Außerdem befanden sich im Schloss eine umfangreiche Gemälde- und Skulpturensammlung, ein Naturalien- und Kunstkabinett sowie eine Waffensammlung. Die Schlossbibliothek umfasste über 12.000 Bände.

### Schlossgarten

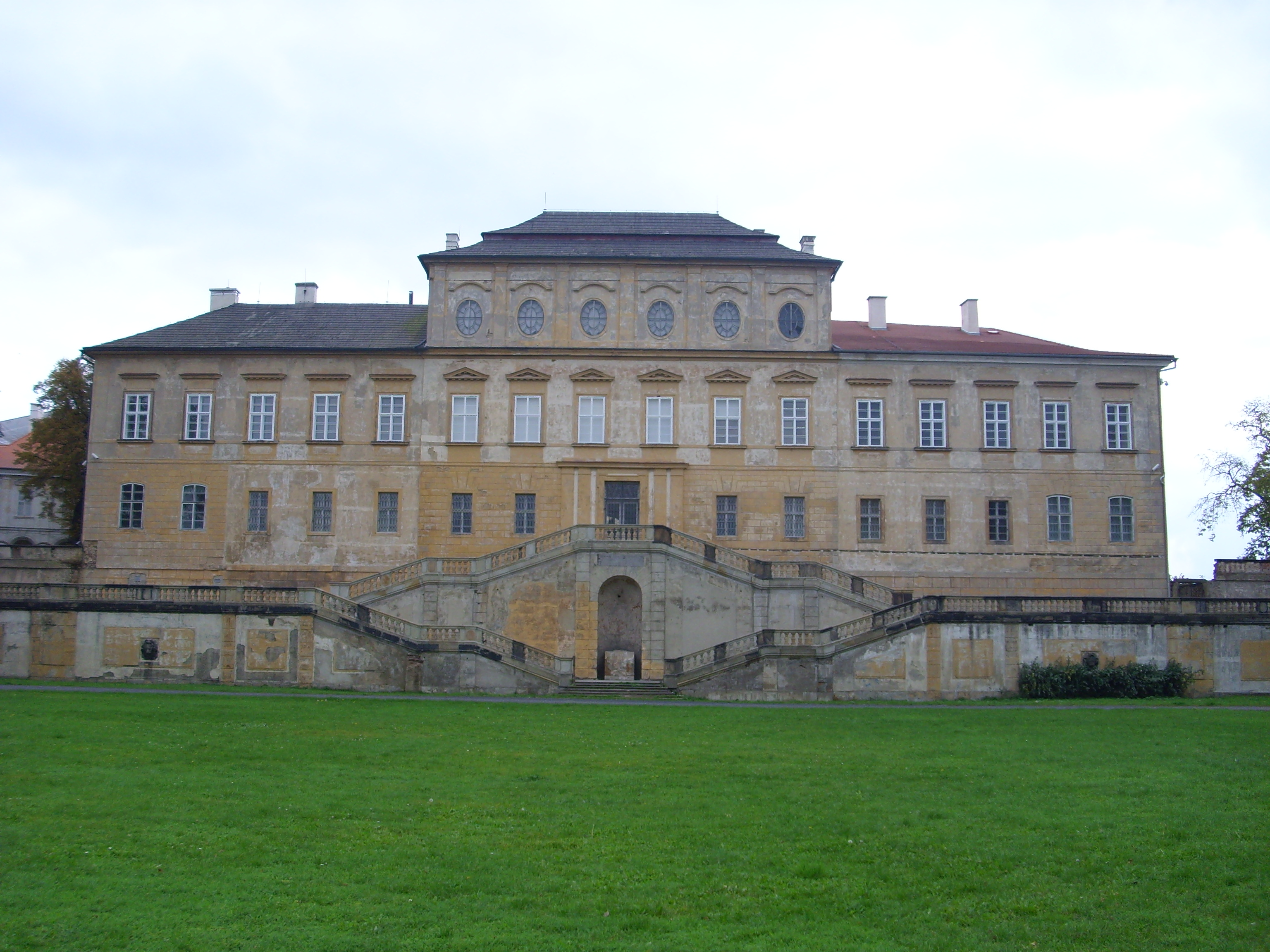
Schloss Duchcov – Gartenansicht

Der von 1716 bis 1728 angelegte Barockgarten wurde Anfang des 19. Jahrhunderts in einen englischen Landschaftspark umgestaltet. Er fiel in den 1950er Jahren dem Braunkohletagebau zum Opfer. Einige Teile wurden in den 1960er Jahren anhand alter Pläne rekonstruiert.

### Museum
Das Schloss beherbergt ein Museum mit einer historischen Möbelsammlung. Zu sehen ist außerdem die Gemälde- und Ahnengalerie der Waldsteiner, zu der ein Porträt des Herzogs von Friedland von Anthonis van Dyck gehört. Ein Raum ist Giacomo Casanova gewidmet, der hier 1785–1798 als Bibliothekar angestellt war und seine  Memoiren „Histoire de ma vie“ verfasste und hier 1798 verstarb.